# Brachytheciastrum delicatulum
Brachytheciastrum delicatulum là một loài rêu trong họ Brachytheciaceae. Loài này được Flowers Ignatov mô tả khoa học đầu tiên..